# Семь небес
Семь небес — в мифологии и религиях мира представление о многих небесах.

## Иудаизм
Представление о многих небесах («небеса небес») было очень распространено среди евреев (Втор. 10:14; Пс. 148:4), а талмудическая и апокрифическая письменность евреев говорит о семи или о десяти небесах. Рай помещается либо на третьем из семи небес, либо на седьмом из десяти, а в нём «сокровищницы жизни и праведности души». О семи небесах упоминали на поминках в качестве утешения скорбящим, так в молитве «Кадиш» в четвёртой строфе упоминали семь божественных эпитетов как символ семи небес («да будет благословенно, и восхваляемо, и украшено, и возвеличено, и увенчано, и превознесено, и возвышено, имя Его, что есть святость, Благословен Он»). Так же в четвёртом благословении затрапезной молитвы поминок упоминали эти же божественные эпитеты.

### «Заветы двенадцати патриархов»
В «Завете патриархов» (I век до н. э.), а именно в главе III («Завете Леви»), даётся следующее описание семи небес:
«На последнем (высочайшем) небе [1], в „Святая Святых“ его, обитает сама Великая Слава, а немного пониже [2] находятся ангелы „Божия присутствия“, которые прислуживают Ему и умоляют Господа простить праведников, совершивших какой-нибудь грех по неведению… На следующем к низу небе [3] находятся ангелы, которые представляют ответы ангелам Божия присутствия; в ближайшем к нему небе [4] находятся „престолы“ и „владения“, где слагаются гимны Богу. В следующем небе [5] помещаются воинственные полчища, уготованные для Страшного Суда, когда придётся мстить духам лукавым и Белиалу; следующее небо [6] занято огнём, снегом и льдом, то есть теми духами возмездия, которые будут призваны к исполнению своих обязанностей также в день Страшного Суда; последнее небо [7] мрачно и страшно, так как оно находится недалеко от беспокойных людей».
См. этот текст также в переводе протоиерея Ал. Смиронова — «Итак, выслушай о семи небесах…».

### По рабби Меиру
Описание ангелов из небесных воинств даётся в раввинской традиции рабби Меиром во II веке: «Там находится семь небес — одно над другим:
1) Велон (וילון‎; от лат. velum — ткань; небо, похожее на занавес из ткани), который поднимается и опускается над солнцем, то давая ему возможность светить, то лишая его этой возможности (ср. Исаию: „Раздвигающий небеса подобно завесу“, Ис. 40:22);
2) Ракиа (דקיע‎) — место, к которому прикреплены солнце, месяц и звезды (Быт. 1:17);
3) Шехаким (שחקים‎) — местонахождение жерновых камней, размалывающих манну для праведников (Пс. 7823);
4) Зебул (זבל‎; „высокий“) — верхний Иерусалим с храмом, на алтаре которого архангел Михаил приносит жертву Господу (Пс. 63:15; 1Цар. 8:13);
5) Меон (מעו‎) — в котором пребывают различные классы прислуживающих ангелов, распевающих гимны ночью и молчащих днем из уважения к израильскому народу, который может служить своему Творцу только днём (Втор. 26:15; Пс. 42:9);
6) Маком (מקום‎) — где лежат источники снега и града, обители росы, дождя и тумана, за которыми находятся двери огня (1Цар. 7:30; Втор. 28:12);
7) Аработ (עדבוה‎) — где обретаются справедливость и честность, сокровища жизни и благословения, души праведников и роса воскресения; там же находятся все офанимы, серафимы и „хаиот“, святые, ангелы прислужники и трон Славы; над всеми этими небесами с их населением царит сам великий Царь» (Пс. 68:5).

#### Первое небо (Велон)
Семь небес с ангелами Михаилом, Гавриилом, Шатеиелем (ангел молчания), Шахакиелем (ангел Шахаким — שהקי), Барадиелем, Баракиелем и Садриелем (ангел порядка) во главе, находятся ниже того места, которое занято Метатроном. Ещё ниже, в так называемом Велоне, находятся ангелы Галгалиель и Офаниель, Регатиель и Кохабиель, поставленные блюсти Солнечное кольцо, Лунное кольцо, планеты и прочие звёзды со всеми их воинствами. Семьдесят два ангела-хранителя народов помещены выше этих последних.
Помимо этих, упоминаются ещё шестьдесят три привратника, поставленных при входах всех семи небес; им вменено в обязанность носить печать Бога, а над ними в качестве главы и начальника стоит Анфиель, корона которого наполняет небеса божественным величием.

#### Второе небо (Ракиа)
Из семи названий земли образовано семь ангелов, имена которых следующие: 1) Арциель, 2) Адмаель, 3) Харабаель, 4) Ябашаель, 5) Аркиель, 6) Халдиель и 7) Теблиель; все они помещаются на втором небе.

### Апокриф «Восхождение Моисея»
Легенда о Моисее из латинской версии апокалипсиса «Assumptio Mosis» («Восхождение Моисея»), из которой сохранился только отрывок, впервые напечатанный в 1727 г. в Салониках под названием «גדזלת משה»; переведён Гастером под названием «The Revelation of Moses».
В награду за скромность, проявленную Моисеем, когда Бог послал его к фараону, чтобы требовать освобождения еврейского народа, Бог повелевает Метатрону (Эноху) позволить Моисею взойти на небо. После того как Метатрон преобразил тело Моисея в огненное, подобное телам ангелов, Он его сам ведёт через все семь небес.
1. На первом небе Моисей видит воду, «стоящую стеной», и окна, через которые впускается и выпускается всё, относящееся к жизни и нуждам человеческим.
2. На втором небе Моисей видит ангелов, которым поручен надзор за облаками, ветрами и дождём;
3. на третьем — ангелов, которым поручен надзор за растениями;
4. на четвёртом — ангелов, надзирающих за солнцем, луной, звёздами, планетами и небесными сферами;
5. на пятом — ангелов, тела которых составлены наполовину из огня и наполовину из снега;
6. на шестом — «Ирин и Каддишин»;
7. на седьмом («Аработ») он видит сначала ангелов «гнева и ярости», затем ангелов смерти, затем «хаиот», стоящих перед Богом, и, наконец, ангела, на обязанности которого лежит обучать души, созданные Богом во время миросотворения и помещённые им в раю. Затем Бог сообщает Моисею, что Он хочет ещё больше отличить его и позволить ему увидеть ад и рай; по повелению Бога архангел Гавриил ведёт Моисея в ад.[15]

## Ислам
Семь небес часто упоминаются в Коране: «построили над вами семь твердей» (78:12), «Аллах есть Тот, Кто создал семь небес и столько же земель, меж ними повеления Его нисходят, чтоб знали вы всю силу Его мощи, и всеобъемлющий охват Его познанья» (65:12), «Он — Тот, Кто создал семь небес рядами, в Божественном творенье том, не различить тебе (структурных) нарушений, и снова обрати свой взор, ты зришь какой-нибудь изъян (в творенье этом)?» (67:3), «Он — Тот, Кто сотворил для ваших нужд, всё сущее на сей земле, затем Он приступил к (созданию) небес, и в них построил семь небесных сводов, Аллах, поистине, о всякой вещи знающ!» (2:29), «ужель не видите вы, как Аллах, построил семь небес рядами» (71:15).